# Fusicoccum macrosporum
Fusicoccum macrosporum är en svampart som beskrevs av Sacc. & Briard 1886. Fusicoccum macrosporum ingår i släktet Fusicoccum och familjen Botryosphaeriaceae.   Inga underarter finns listade i Catalogue of Life.